# Верховна Рада Латвійської Республіки
Верховна Рада Латвійської Республіки (латис. Latvijas Republikas Augstākā padome) — парламент Латвії, що діяв з травня 1990 року по липень 1993 року. Обраний навесні 1990 року як Верховна Рада Латвійської РСР 12-го скликання у складі 201 депутата, але з ухваленням 4 травня декларації "Про відновлення незалежності Латвійської Республіки" став називатися ВР Латвійської Республіки. Єдиний голова — Анатолійс Ґорбуновс, заступники голови — Дайніс Іванс (пізніше його змінив Валдіс Біркавс) і Андрій Крастіньш, секретар — Імант Даудіш.
Після серпневого путчу в Москві більшість депутатів 15 жовтня 1991 року проголосувала за постанову про відновлення громадянства Латвійської Республіки, якою це право визнали за особами, які проживали в ній до 1940 року, та їхніми нащадками. Після цього Верховна Рада не була розпущена, але продовжила роботу до 1993 року. 6 липня 1993 року Верховна Рада Латвійської Республіки склала повноваження на користь новообраного Сейму Латвії.